# Bonar (rivière)
Pour les articles homonymes, voir Bonar.
La rivière Bonar  (anglais : Bonar River) est une courte rivière de l’Ile du Sud de la Nouvelle-Zélande dans la région d'Otago. Elle est située dans le parc national du Mont Aspiring et s’écoule vers l’ouest sur 5 km avant de rejoindre la rivière Waiatoto. 

## Géographie
Sa source est située sur les pentes du « Mount Taurus », à 15 km au nord-est du mont Aspiring/Tititea.